# Малое Русаково
Малое Русаково (тат. Кече Урсак, Имәле Башы) — село в Кайбицком районе Татарстана. Входит в состав Большерусаковского сельского поселения.

## География
Село расположено в верховье реки Имелли, в 9 км к юго-востоку от села Большие Кайбицы.

## История
Основано в XVIII веке. 
До 1860-х годов жители относились к сословию государственных крестьян. Основные занятия жителей в этот период – земледелие и скотоводство.
В начале XX века в селе действовали мечеть, медресе (построена в середине XIX в.), 3 водяные мельницы, 3 мелочные лавки. В этот период земельный надел сельской общины составлял 734 десятины.
До 1920 года село входило в Кушманскую волость Свияжского уезда Казанской губернии. С 1920 года в составе Свияжского кантона ТАССР. С 14 февраля 1927 года в Ульянковском, с 1 августа 1927 года в Кайбицком, с 1 февраля 1963 года в Буинском, с 4 марта 1964 года в Апастовском, с 19 апреля 1991 года в Кайбицком районах.
В 1963 году село вошло в колхоз им. Пушкина (село Большое Русаково). С 1993 года ассоциация крестьянских хозяйств «Тан».

## Население
| 1782 | 1859 | 1897 | 1908 | 1920 | 1926 | 1938 | 1949 | 1958 | 1970 | 1979 | 1989 | 2002 | 2010 | 2017 |
| ---- | ---- | ---- | ---- | ---- | ---- | ---- | ---- | ---- | ---- | ---- | ---- | ---- | ---- | ---- |
| 55   | 349  | 631  | 764  | 745  | 663  | 777  | 600  | 498  | 461  | 426  | 236  | 170  | 111  | 60   |

Национальный состав
Национальный состав села: татары – 70%, чуваши – 30%.
Согласно результатам переписи 2002 года, в национальной структуре населения села татары составляли 60%, чуваши — 35% из 170 человек.

## Экономика
Жители преимущественно занимаются полеводством, молочным скотоводством.

## Инфраструктура
В селе действуют дом культуры, библиотека.